# Karstädt (Prignitz)
Karstädt ist eine amtsfreie Gemeinde des Landkreises Prignitz in Brandenburg. Das Gemeindegebiet ist identisch mit dem von 1992 bis 2003 existierenden Amt Karstädt.

## Geographie
Karstädt befindet sich im Nordwesten des Landes Brandenburg. Südwestliche Teile des Gemeindegebietes liegen innerhalb des Biosphärenreservats Flusslandschaft Elbe-Brandenburg. Innerhalb der Gemeindegrenzen münden die Tarnitz, die Karwe und weitere kleine Flüsse und Gräben in die Löcknitz. An der Grenze zu Mecklenburg-Vorpommern verläuft der Meynbach.

## Gemeindegliederung
Zur Gemeinde Karstädt gehören folgende Ortsteile:
- Blüthen mit den bewohnten Gemeindeteilen Strehlen, Waterloo und Klockow
- Boberow mit Gosedahl
- Dallmin mit Tiefenthal
- Garlin mit den bewohnten Gemeindeteilen Seetz, Sargleben, Dargardt und Bootz[3]
- Groß Warnow mit dem bewohnten Gemeindeteil Klein Warnow [bis 27. Oktober 1937 „Wendisch Warnow“][4]
- Karstädt mit den bewohnten Gemeindeteilen Postlin und Stavenow
- Kribbe mit den bewohnten Gemeindeteilen Neuhof, Wittmoor und Karwe
- Laaslich mit dem bewohnten Gemeindeteil Lenzersilge
- Mankmuß mit den bewohnten Gemeindeteilen Mesekow und Birkholz
- Nebelin
- Premslin mit den bewohnten Gemeindeteilen Glövzin, Neu-Premslin
- Pröttlin mit den bewohnten Gemeindeteilen Pinnow und Zapel
- Reckenzin mit dem bewohnten Gemeindeteil Streesow

Dazu kommen die Wohnplätze Forsthof, Gosedahl, Kolonie, Margarethental, Neu Pinnow, Neuhof Ausbau, Neuhof Mollnitz, Semlin, Siedlung an der Bahn, Tiefenthal, Wendisch Warnow und Ziegelei.

## Geschichte

### Karstädt

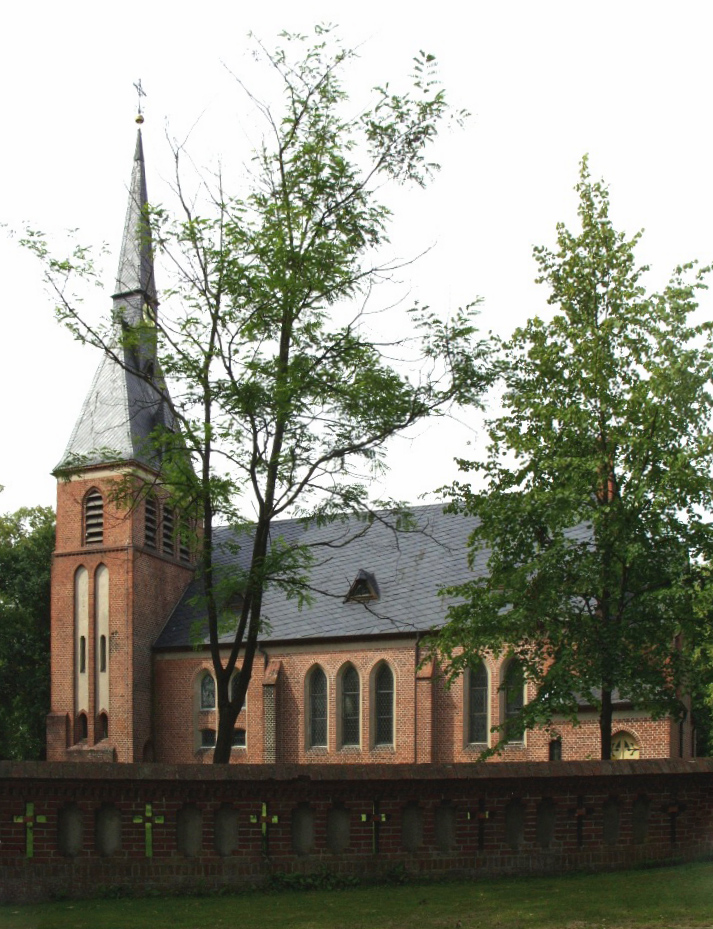
Kirche in Karstädt

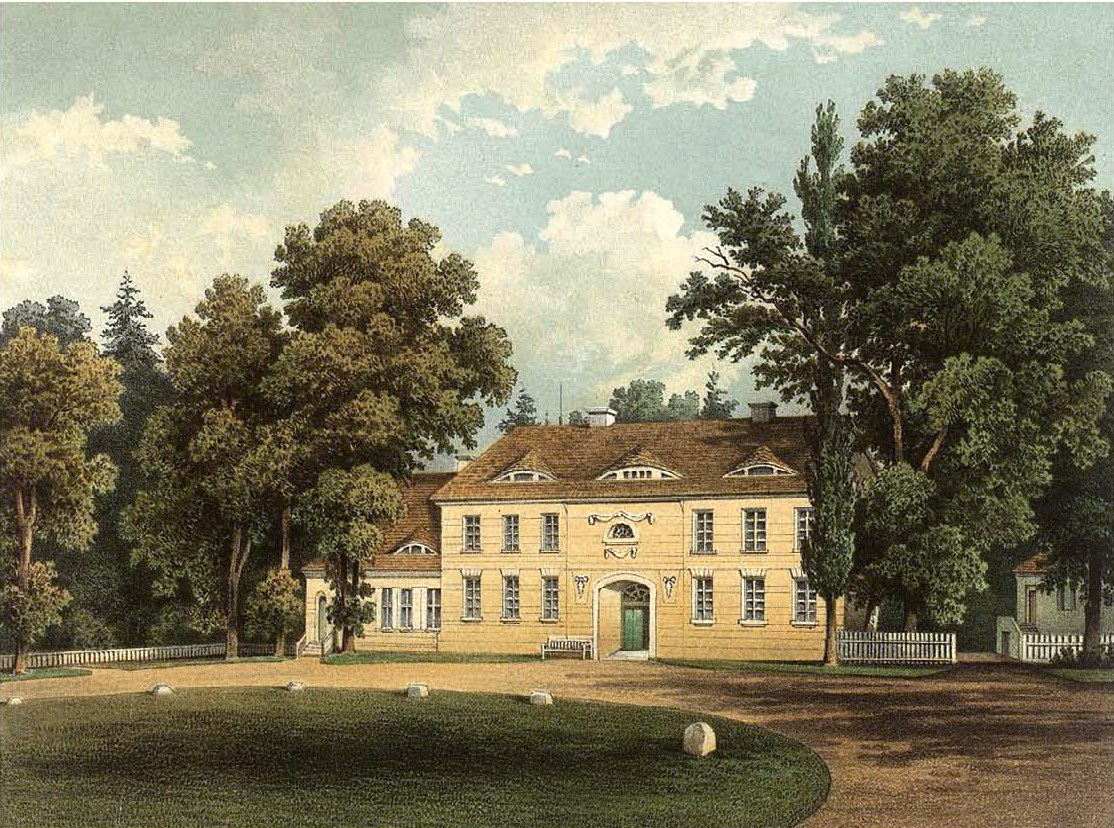
Rittergut Bootz 1864/65

Karstädt wurde 1271 erstmals urkundlich erwähnt und ist ein altes Angerdorf. Der Ortsname geht zurück auf den Ritter Reinhold des anhaltischen Adelsgeschlechts von Karstedt, der sich hier niederließ. Ein Bezug vom Namen der Familie und der Ortschaft gilt als genealogisch gesichert. Bereits im 14. Jahrhundert hatte der Ort eine Kirche, die aufgrund von Platzmangel 1885 größtenteils abgerissen wurde. Der Ersatzbau von 1895 wurde 1989 saniert. Postlin wurde 1974 nach Karstädt eingemeindet.

### Glövzin und Kaltenhof
Eine Besiedlung der Region gab es bereits in der Jungsteinzeit. Aus der Eisenzeit sind Urnen und Grabbeigaben gefunden worden.
Vom 6. bis ins 12. Jahrhundert bestanden mehrere kleine slawische Siedlungen.
Glövzin wurde erstmals 1252 urkundlich erwähnt, die Ortsgründung erfolgte jedoch bereits um 1230 durch die Familie von Karstedt. Ab dem 14. Jahrhundert bestand die Bevölkerung Glövzins überwiegend aus Untertanen des Grundherren zu Stavenow, und nur noch wenige Höfe im Ort gehörten der Familie von Karstedt. Diese gab im 16. Jahrhundert den Rittersitz in Glövzin auf, nachdem sie 1540 einen Gutshof in Kaltenhof errichtete, ein Ort der 1542 erstmals erwähnt wurde. Zu dieser Zeit gab es in Glövzin 17 Hufner, sechs Kossäten und einen Schneider. Der Pfarrhof war wüst, die Küsterei wurde erst 1558 wieder besetzt. Im Dreißigjährigen Krieg verlor der Ort fast alle seine Einwohner, noch 1686 wurden nur elf männliche Bewohner gezählt.
1742 wurde das Gutshaus in Kaltenhof neu gestaltet. 1791 lebten in Glövzin 240 und in Kaltenhof 43 Einwohner. Ein Großfeuer in Glövzin im Jahr 1809 zerstörte 15 Bauernhöfe. 1822 wurden die Chaussee und ab 1846 die Eisenbahnstrecke zwischen Hamburg und Berlin erbaut. Im Generaladressbuch der Rittergutsbesitzer in Preußen wird das kreistagsfähige Rittergut Kaltenhof mit einer Größe von 312 ha angegeben und gehörte zum Majorat der Familie von Karstedt-Fretzdorf. Zeitgleich wurde Richard von Karstedt (1846–1880) als Gutsbesitzer von Kaltenhof geführt.  Ein durch Blitzschlag verursachter Brand vernichtete 1890 die Dorfkirche in Glövzin, und bereits 1896 wurde der Neubau eingeweiht. Im 20. Jahrhundert entstanden viele große Bauernhäuser. Der elektrische Strom hielt 1921 Einzug. 1923 wurde Kaltenhof nach Glövzin eingemeindet. Reimar von Karstedt ist 1929 Eigentümer des Rittergutes mit 312 ha, im Mittelpunkt des herrschaftlichen landwirtschaftlichen Großbetriebes steht die Rindviehwirtschaft. Das Gut gehörte zuletzt der Familie H. Fricke. Nach Ende des Zweiten Weltkrieges kamen viele Flüchtlinge in die Region, 1946 wurden 453 Einwohner gezählt.
1971 wurde Glövzin mit Kaltenhof nach Premslin eingemeindet.

### Verwaltungsgeschichte
Karstädt und seine heutigen Ortsteile gehörten seit 1817 zum Kreis Westprignitz in der preußischen Provinz Brandenburg und ab 1952 zum Kreis Perleberg im DDR-Bezirk Schwerin. Seit 1993 liegen die Orte im brandenburgischen Landkreis Prignitz.
Am 15. Mai 1992 erteilte der Minister des Innern seine Zustimmung zur Bildung des Amtes Karstädt mit Sitz in Karstädt. Die Bildung kam mit der Veröffentlichung der Bekanntmachung am 15. Juni 1992 zustande. Zum Zeitpunkt der Gründung umfasste das Amt 13 Gemeinden des damaligen Kreises Perleberg, die späteren Ortsteile der neuen (Groß-)Gemeinde Karstädt.
Zum 31. Dezember 2001 schlossen sich zunächst Blüthen, Dallmin, Groß Warnow, Karstädt, Kribbe, Laaslich, Premslin und Reckenzin zu einer neuen Gemeinde Karstädt zusammen. Zum 31. Dezember 2002 wurden die Gemeinden Garlin, Mankmuß und Pröttlin in die Gemeinde Karstädt eingegliedert. Zum 26. Oktober 2003 wurden schließlich noch Boberow und Nebelin nach Karstädt eingegliedert. Das Amt Karstädt wurde aufgelöst, die Gemeinde Karstädt amtsfrei. Letzter Amtsdirektor war Dieter Wetzel.
| Ehemalige Gemeinde | Datum             | Anmerkung                      |
| ------------------ | ----------------- | ------------------------------ |
| Blüthen            | 31. Dezember 2001 |                                |
| Boberow            | 26. Oktober 2003  |                                |
| Dallmin            | 31. Dezember 2001 |                                |
| Dargardt           | 1. Februar 1974   | Eingemeindung nach Garlin      |
| Garlin             | 31. Dezember 2002 |                                |
| Glövzin            | 7. Mai 1971       | Eingemeindung nach Premslin    |
| Groß Warnow        | 31. Dezember 2001 |                                |
| Klein Warnow       | 3. Juli 1972      | Eingemeindung nach Groß Warnow |
| Kribbe             | 31. Dezember 2001 |                                |
| Laaslich           | 31. Dezember 2001 |                                |
| Lenzersilge        | 1. Januar 1973    | Eingemeindung nach Laaslich    |
| Mankmuß            | 31. Dezember 2002 |                                |
| Mesekow            | 3. Juli 1972      | Eingemeindung nach Mankmuß     |
| Nebelin            | 26. Oktober 2003  |                                |
| Pinnow             | 1. Februar 1974   | Eingemeindung nach Pröttlin    |
| Postlin            | 1. Februar 1974   |                                |
| Premslin           | 31. Dezember 2001 |                                |
| Pröttlin           | 31. Dezember 2002 |                                |
| Reckenzin          | 31. Dezember 2001 |                                |
| Sargleben          | 1. Februar 1974   | Eingemeindung nach Garlin      |
| Seetz              | 1. Februar 1974   | Eingemeindung nach Garlin      |
| Streesow           | 1. Oktober 1973   | Eingemeindung nach Reckenzin   |
| Strehlen           | 1. Januar 1973    | Eingemeindung nach Blüthen     |

## Bevölkerungsentwicklung
| Jahr | Einwohner |
| ---- | --------- |
| 1875 | 0 619     |
| 1890 | 0 687     |
| 1910 | 1 063     |
| 1925 | 1 088     |
| 1933 | 1 308     |
| 1939 | 1 426     |

| Jahr | Einwohner |
| ---- | --------- |
| 1946 | 1 872     |
| 1950 | 1 889     |
| 1964 | 2 228     |
| 1971 | 2 650     |
| 1981 | 3 888     |
| 1985 | 3 935     |

| Jahr | Einwohner |
| ---- | --------- |
| 1990 | 3 805     |
| 1995 | 3 456     |
| 2000 | 3 101     |
| 2005 | 7.038     |
| 2010 | 6 376     |
| 2015 | 5 983     |

| Jahr | Einwohner |
| ---- | --------- |
| 2020 | 5 944     |
| 2021 | 5 898     |
| 2022 | 5 955     |
| 2023 | 5 829     |
| 2024 | 5 803     |

Gebietsstand des jeweiligen Jahres, Einwohnerzahl: Stand 31. Dezember (ab 1991), ab 2011 auf Basis des Zensus 2011, ab 2022 auf Basis des Zensus 2022
Die Zunahme der Einwohnerzahl 2005 ist auf den Zusammenschluss und die Eingliederung von Gemeinden in den Jahren 2001 bis 2003 zurückzuführen.

## Politik

### Gemeindevertretung
Die Gemeindevertretung von Karstädt besteht aus 18 Gemeindevertretern und dem hauptamtlichen Bürgermeister. Die Kommunalwahl am 9. Juni 2024 führte bei einer Wahlbeteiligung von 66,5 % zu folgendem Ergebnis:
| Partei / Wählergruppe                                 | Stimmenanteil 2019 | Sitze 2019 |        | Stimmenanteil 2024 | Sitze 2024 |
| ----------------------------------------------------- | ------------------ | ---------- | ------ | ------------------ | ---------- |
| CDU                                                   | 48,9 %             | 9          | 22,3 % | 4                  |            |
| Unabhängige Wählergruppe der Gemeinde Karstädt (UWGK) | –                  | –          | 19,4 % | 4                  |            |
| AfD                                                   | 10,7 %             | 2          | 18,0 % | 3                  |            |
| BürgerBündnisKarstädt (BBK)                           | –                  | –          | 16,1 % | 3                  |            |
| SPD                                                   | 15,7 %             | 3          | 09,8 % | 2                  |            |
| Freie Wähler Karstädt                                 | –                  | –          | 06,7 % | 1                  |            |
| Die Linke                                             | 06,7 %             | 1          | 03,8 % | 1                  |            |
| Bauern und ländliche Region (BLR)                     | –                  | –          | 01,8 % | –                  |            |
| Bündnis 90/Die Grünen                                 | –                  | –          | 01,2 % | –                  |            |
| Einzelbewerber Stefan Trautmann                       | –                  | –          | 00,8 % | –                  |            |
| Einzelbewerberin Nicole Niemann                       | 09,3 %             | 1          | –      | –                  |            |
| Einzelbewerber Steffen Schmidt                        | 04,9 %             | 1          | –      | –                  |            |
| FDP                                                   | 03,8 %             | 1          | –      | –                  |            |
| Insgesamt                                             | 100 %              | 18         | 100 %  | 18                 |            |

### Bürgermeister
- 1998–2003: Jürgen Ditten (CDU)[25]
- seit 2003: Udo Staeck (CDU)[26]

Staeck wurde in der Bürgermeisterwahl am 1. September 2019 mit 57,9 % der gültigen Stimmen gewählt. Seine Amtszeit beträgt acht Jahre.

### Wappen
| Wappen von Karstädt | Blasonierung: „Gespalten und alles in verwechselten Farben: unter einem silbern-roten Schildhaupt, belegt mit einem durchgehenden Schragenkreuz, im rot-silbernen Schild auf der Spaltlinie ein gespaltener Hammer, beseitet rechts von einer Pflugschar und links von einer silbern gestulpten Mütze.“ |
| Wappen von Karstädt | Das Wappen wurde vom Heraldiker Uwe Reipert gestaltet und am 26. November 2003 durch das Ministerium des Innern genehmigt. |

### Flagge
„Die Flagge ist viergeteilt und trägt die Farben Rot-Weiß. In der Mitte befindet sich das Wappen der Gemeinde.“

### Dienstsiegel
Das Dienstsiegel zeigt das Wappen der Gemeinde mit der Umschrift GEMEINDE KARSTÄDT • LANDKREIS PRIGNITZ.

### Gemeindepartnerschaft
Seit 1991 besteht eine Partnerschaft mit der Gemeinde Rommerskirchen im Rhein-Kreis Neuss.

## Sehenswürdigkeiten
- Dorfkirchen in Karstädt, Glövzin und Premslin
- Freiherr-vom-Stein-Denkmal in Nebelin vom Berliner Bildhauer Helmuth Schievelkamp, enthüllt 1913[30]
- Asymmetrischer 121 Meter hoher Fernmeldeturm im Ortsteil Pinnow (Lage)
- Landpfarrer-Museum im ehemaligen Pfarrhaus in Blüthen[31]
- Löwenkopfbrücke in Streesow, eine der ältesten Brücken über Eisenbahnstrecken in Deutschland.

## Wirtschaft und Infrastruktur

### Wirtschaft
Karstädt gehört zu einem der 15 regionalen Wachstumskerne im Land Brandenburg. Dadurch werden ausgewählte zukunftsorientierte Branchen gefördert. Hier ist etwa die Avena Cerealien GmbH ansässig, die die Tradition der Verarbeitung von Haferflocken (im Ort seit 1870) fortsetzt.

### Verkehr
Straßenverkehr
Karstädt liegt an der Bundesstraße 5 zwischen Ludwigslust und Perleberg und der Landesstraße L 13 zwischen Lenzen und Putlitz. Die noch im Bau befindliche Bundesautobahn A 14 zwischen Schwerin und Magdeburg mit den Anschlussstellen Groß Warnow und Karstädt führt unmittelbar westlich des Ortes vorbei. Der Abschnitt zwischen diesen beiden Anschlussstellen wurde im Dezember 2015 fertiggestellt.
Öffentlicher Personenverkehr

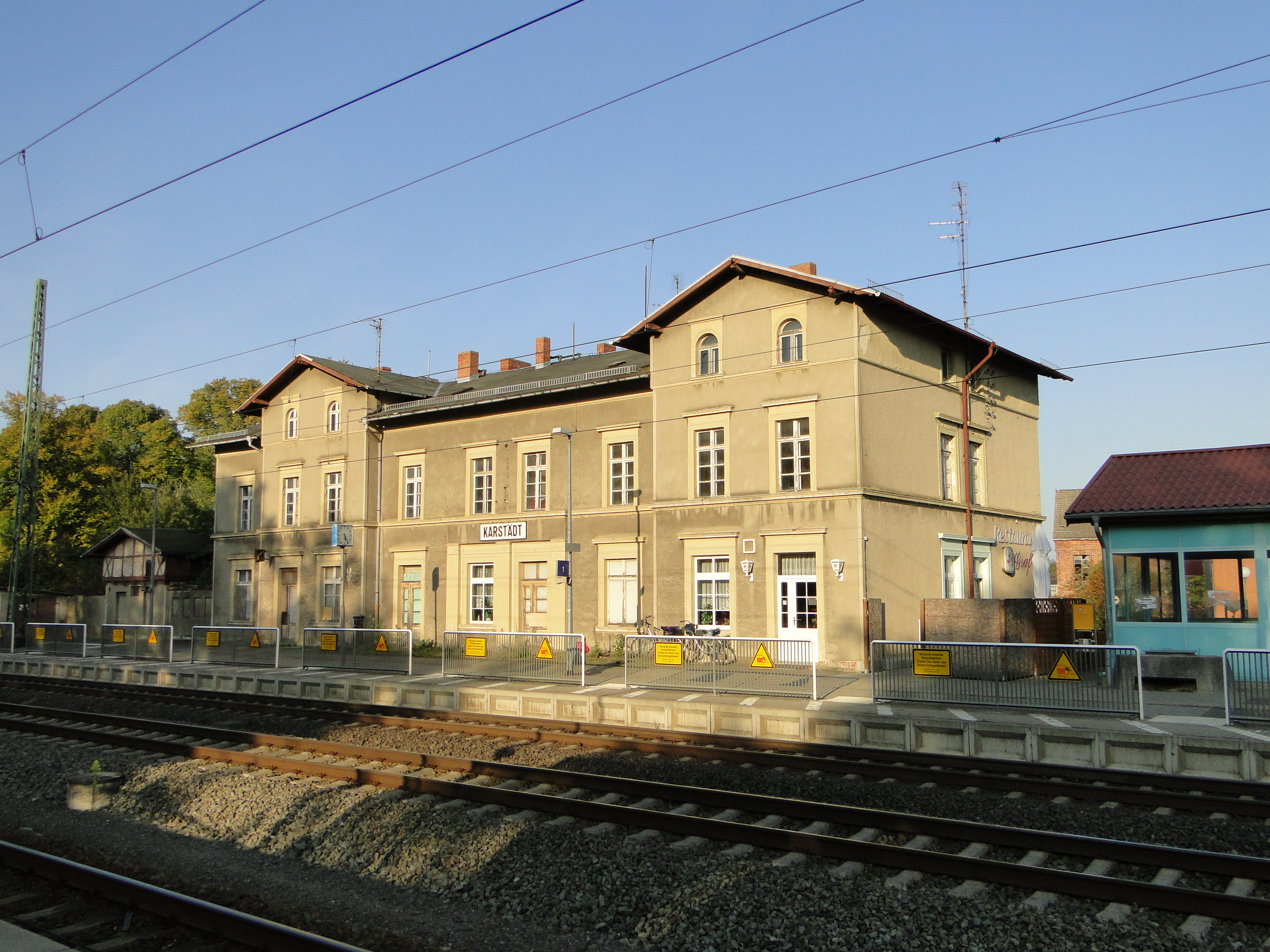
Bahnhof Karstädt

Der Bahnhof Karstädt liegt an der Bahnstrecke Berlin–Hamburg. Er wird von der Regional-Express-Linie RE 8 Wismar – Wittenberge – Berliner Stadtbahn – Flughafen BER im Zwei-Stunden-Takt bedient.
Zudem fahren am Bahnhof die Busse der Linien 246 und 248 sowie die Rufbusse 951 und 952 ab.

## Persönlichkeiten

### Söhne und Töchter der Orte der heutigen Gemeinde
- Reimar von Karstedt (* um 1560–1618), Jurist und Domdechant am Havelberger Dom, geboren in Kaltenhof
- Johann Friedrich von Winterfeld (1609–1667), Erbherr auf Dallmin und Dompropst im Hochstift Lübeck, geboren in Dallmin
- Gustav von Jagow (1813–1879), Alloidialgutsbesitzer, Regierungspräsident, Reichstags- und Landtagsabgeordneter, geboren in Dallmin
- Hermann Ferdinand Julius Hering (1838–1920), evangelischer Theologe, Hochschullehrer und -rektor, geboren in Dallmin
- Hans Stubbendorff (1851–1931), Gutspächter, Politiker (DRP), Mitglied des Preußischen Abgeordnetenhauses und des Deutschen Reichstags, geboren in Zapel
- Walter Stubbendorff (1888–1945), Rittergutsbesitzer, Politiker (DNVP), Mitglied des Deutschen Reichstags, geboren in Zapel
- Victor von Podbielski (1892–1945), Politiker (NSDAP), Oberbürgermeister von Frankfurt (Oder), geboren in Dallmin
- Walter Hörnlein (1893–1961), General der Infanterie der Wehrmacht, geboren in Blüthen
- Hans Kahle (1899–1947), KPD- und SED-Funktionär, Interbrigadist
- Heinrich Vogel (1902–1989), Theologe, geboren in Pröttlin

### Mit den Ortsteilen der heutigen Gemeinde verbundene Persönlichkeiten
- Theophil von Podbielski (1814–1879), preußischer General der Kavallerie; lebte auf dem Gut Dallmin
- Victor von Podbielski (1844–1916), preußischer Generalleutnant, Leiter des Reichspostamtes; lebte auf dem Gut Dallmin
- Wilfried Erdmann (1940–2023), Weltumsegler; lebte während seiner Kindheit und Jugend 1945 bis 1957 in Karstädt
- Jean-René Adam (* 1964), Politiker (AfD), Mitglied der Gemeindevertretung von Karstädt; lebt in Blüthen